# Conseil supérieur de l’audiovisuel
Der Conseil supérieur de l’audiovisuel (CSA; deutsch Hoher Rat für audiovisuelle Medien) war eine von 1989 bis 2021 existierende Behörde, deren Aufgabe die Regulierung verschiedener elektronischen Medien in Frankreich – wie zum Beispiel Hörfunk und Fernsehen – war. Die Einrichtung des CSA war eine Maßnahme des Parteiprogramms der Sozialistischen Partei Frankreichs von 1981 mit dem Titel 110 Ideen für Frankreich.
Der CSA ersetzte die Commission nationale de la communication et des libertés (CNCL), welche ihrerseits die Haute Autorité de la communication audiovisuelle ersetzte, die 1982 eingerichtet wurde, um die Verteilung von Radiofrequenzen an den Privatsektor zu beaufsichtigen.
Der CSA hatte auch die Befugnis, Urheberrechtsverletzungen in Frankreich zu bekämpfen. Die Bürgerrechtsorganisation La Quadrature du Net kritisiert, dadurch werde die Privatwirtschaft zur „Copyright-Polizei“ gemacht.
Am 1. Januar 2022 fusionierte der CSA mit der Haute Autorité pour la diffusion des œuvres et la protection des droits sur internet (Hadopi), eine Behörde, die gegen Urheberrechtsverletzungen im Internet vorging, zur Autorité de régulation de la communication audiovisuelle et numérique (Arcom).